# Дрімайлівська волость
Дрімайлівська волость — історична адміністративно-територіальна одиниця Ніжинського повіту Чернігівської губернії з центром у селі Дрімайлівка.
Станом на 1885 рік складалася з 7 поселень, 5 сільських громад. Населення — 7612 осіб (3772 чоловічої статі та 3840 — жіночої), 1552 дворових господарства.
|                     | Площа, десятин | У тому числі орної, дес. |
| ------------------- | -------------- | ------------------------ |
| Сільських громад    | 9958           | 6682                     |
| Приватної власності | 5286           | 3207                     |
| Іншої власності     | 199            | 160                      |
| Загалом             | 15443          | 10049                    |

Основні поселення волості:
- Дрімайлівка — колишнє державне та власницьке село за 24 верст від повітового міста, 1926 осіб, 406 дворів, православна церква, школа, 3 постоялих двори, 5 постоялих будинків, 4 лавки.
- Велика Кошелівка — колишнє державне та власницьке село, 1875 осіб, 389 дворів, православна церква, 3 постоялих будинки, 2 лавки, 2 вітряний млини, винокурних заводи.
- Вересоч — колишнє державне та власницьке село, 1880 осіб, 360 дворів, православна церква, 5 постоялих дворів, 4 постоялих будинки, 3 лавки, щорічний ярмарок — 28 жовтня.
- Хибалівка — колишнє власницьке село при річці Десна, 1561 особа, 345 дворів, православна церква, постоялий будинок, 2 лавки.

1899 року у волості налічувалось 9 сільських громад, населення зросло до 12037 осіб (6047 чоловічої статі та 5990 — жіночої).